# C'est arrivé à Salzbourg
Pour plus de détails, voir Fiche technique et Distribution.
C'est arrivé à Salzbourg (Salzburger Geschichten) est un film allemand réalisé par Kurt Hoffmann sorti en 1957.
Erich Kästner écrit le scénario qu'il adapte de son roman, Der kleine Grenzverkehr. Une première adaptation réalisé par Hans Deppe et écrite aussi par Kästner est sorti en 1943.

## Synopsis
Au début des années 1930, en pleine crise économique. Les personnes souhaitant voyager entre l'Allemagne et l'Autriche ne doivent pas dépenser plus de dix marks par mois. Pour la ville de Salzbourg, c'est particulièrement ennuyeux, car au moment du festival, les touristes venant d'Allemagne ont peu d'argent.
Le riche académicien Georg de Berlin est d'abord abasourdi de devoir voyager avec 10 marks dans sa poche à Salzbourg, mais il y rencontre son bon ami Karl, qui peut lui prêter de l'argent si nécessaire. Un jour, alors que Georg a depuis longtemps dépense les dix marks, lui et Karl attendent dans deux cafés différents, de sorte que Georg doit demander à sa séduisante voisine Konstanze de payer son café. À la fin de la discussion, ils se donnent rendez-vous le lendemain. Konstanze révèle à Georg qu'elle travaille comme femme de chambre au château de Roitenau près de Salzbourg, Georg est ravi. Ce qu'il ne sait pas, c'est que Konstanze est en réalité la fille du comte Léopold, le propriétaire du château. Comme il est un dramaturge passionné qui tire ses idées des observations de l'environnement, la famille a transformé sa maison en hôtel et a pris le rôle des employés.
Lorsque Konstanze et Georg découvrent après un voyage au Salzkammergut dans la soirée que le dernier bus de George pour Bad Reichenhall est déjà parti, Konstanze l'emmène secrètement au château, où il dort dans sa chambre. Le lendemain, Georg demande Konstanze en mariage, elle est d'accord. Cependant, elle décide de prendre rendez-vous pour la soirée, car elle travaille tard. Georg et Karl vont voir Don Giovanni et Konstanze, à qui son père a donné congé, va avec son frère voir un ballet. Au casino, Georg voit Konstanze dans une robe méconnaissable et se rend compte qu'elle lui a menti. Le lendemain, ils ont une explication. Comme Léopold cherche désespérément un conflit comique pour sa comédie, Georg, Konstanze et son frère Franz décident de l'organiser : un nouvel hôte haut apparaît au château, tombe amoureux de la bonne et s'échappe tous les deux ensemble. La mascarade réussit, mais Léopold reconnaît à la fin de l'écriture de la pièce que le père est stupide, et détruit son travail, désabusé. Seule sa sœur Karoline lui apprend que Georg et Kostanze se connaissaient probablement déjà. Soulagé, il les invite au château et accepte Georg comme son gendre. Il veut maintenant l'adapter. Quand une famille américaine, qui est restée à l'hôtel pendant un certain temps, dit au revoir, il devient clair que tout au long, ils connaissaient le jeu de la famille du comte autour de Léopold : la photo de famille Roitenau est publiée dans un article de journal sur les châteaux autrichiens et leurs propriétaires.

## Fiche technique
- Titre original : Salzburger Geschichten
- Titre français : C'est arrivé à Salzbourg[1]
- Réalisation : Kurt Hoffmann
- Scénario : Erich Kästner
- Musique : Franz Grothe
- Direction artistique : Ludwig Reiber
- Costumes : Ilse Dubois
- Photographie : Werner Krien
- Son : Hans Endrulat
- Montage : Eva Kroll
- Production : Georg Witt (de)
- Sociétés de production : Georg Witt-Film GmbH
- Société de distribution : Constantin Film
- Pays d'origine :  Allemagne de l'Ouest
- Langue : allemand
- Format : Couleur - 1,37:1 - Mono - 35 mm
- Genre : Comédie romantique
- Durée : 90 minutes
- Dates de sortie :
  - Allemagne de l'Ouest : 25 janvier 1957.
  - Suède : 27 mai 1957.
  - Danemark : 22 juillet 1957.
  - France : 21 novembre 1958[1].

## Distribution
- Marianne Koch : Konstanze Roitenau
- Paul Hubschmid : Georg Rentmeister
- Peter Mosbacher : Karl Kesselhut
- Richard Romanowsky : Leopold Roitenau
- Adrienne Gessner : Karoline
- Eva Maria Meineke : Emily
- Helmuth Lohner : Franz
- Frank Holms : Bob
- Anneliese Egerer : Mizzi
- Michl Lang (de) : Le batelier
- Franzl Lang : Le chanteur
- Liesl Karlstadt : Vroni
- Franz-Otto Krüger : Le gérant de l'hôtel
- Theodor Danegger (de) : Le serveur
- Vera Comployer : La femme du marché